# Unnaryds Dragkampklubb
Unnaryds Dragkampsklubb (UDK) startades 1980 i Unnaryd. Föreningen bedriver främst dragkampsträning men det finns även ett gym som är tillgängligt för alla som blir medlemmar. UDK är medlemmar i Svenska Dragkampsförbundet.
Genom åren har Unnaryds DK haft flera framgångsrika dragare och lag. De har tagit medaljer i Elitserien, SM, EM, VM samt World Games.